# Список перших леді Росії
Перша леді  Російської Федерації  — неофіційний титул дружини  президента Російської Федерації. З 6 червня 2013 року, коли обраний президент Володимир Путін і Людмила Путіна оголосили про розлучення, пост першої леді вакантний.

## Списокперших ледіРосії
| Перша леді | Перша леді      | Перша леді                                           | Роки життя | Дата реєстрації шлюбу | Чоловік                | Початок терміну | Закінчення терміну |
| ---------- | --------------- | ---------------------------------------------------- | ---------- | --------------------- | ---------------------- | --------------- | ------------------ |
| 1          |                 | Єльцина Наїна Йосипівна (уроджена — Гіріна)          | нар. 1932  | 1956                  | Борис Єльцин           | 1990            | 1999               |
| 2          |                 | Путіна Людмила Олександрівна (уроджена — Шкребнєва)  | нар. 1958  | 1983                  | Володимир Путін (в.о.) | 1999            | 2000               |
| 2          | Володимир Путін | Путіна Людмила Олександрівна (уроджена — Шкребнєва)  | нар. 1958  | 1983                  | 2000                   | 2008            |                    |
| 3          |                 | Медведєва Світлана Володимирівна (уроджена — Лінник) | нар. 1965  | 1989                  | Дмитро Медведєв        | 2008            | 2012               |
| 4          |                 | Путіна Людмила Олександрівна (уроджена — Шкребнєва)  | нар. 1958  | 1983                  | Володимир Путін        | 2012            | 2013               |
| –          |                 | Пост вакантний                                       |            |                       | Володимир Путін        | 2013            |                    |